# 永河畔拉罗什
永河畔拉罗什（法語：La Roche-sur-Yon，法語發音：[la.ʁɔʃsyʁjɔ̃]），简称拉罗什，法国西部城市，卢瓦尔河地区旺代省的一个市镇，同时也是该省的省会，下辖永河畔拉罗什区，其市镇面积为87.52平方公里，2022年1月1日时人口数量为54,699人，是该省人口最多的城市。
永河畔拉罗什位于下普瓦图（Bas-Poitou）历史文化区，最初仅为一普通村落，1804年，拿破仑为镇压旺代叛乱于1804年5月25日将首府迁至于此，且此后再无改变。拉罗什建城历史与拿破仑紧紧相连，市内拥有大量的拿破仑时代的建筑，被称为“拿破仑之城”，该市也曾因拿破仑多次更名。永河畔拉罗什市区街道由拿破仑手下的建筑师亲自规划，核心区呈对称五边形分布（Pentagone），开口方向直指巴黎，是法国19世纪城市规划当中的经典案例。永河畔拉罗什也是法国西部的一个区域性交通中心城市，多条高速公路和铁路在此交汇，市内拥有多所大型企业和高等教育机构。

## 地名来源
“拉罗什”（La Roche）的法语原意为“岩石”，可能与这一地区的自然景观有关。
在66年的时间内，永河畔拉罗什曾经改过8次名，这在整个欧洲绝无仅有，在世界范围内也十分罕见。其中，为了纪念拿破仑，永河畔拉罗什的多个曾用名中都带有“拿破仑”的字样：
- 1804年以前：永河畔拉罗什（La Roche-sur-Yon）
- 1804~1814年：拿破仑（Napoléon）
- 1814年：永河畔拉罗什（La Roche-sur-Yon），但仅保持了几周
- 1814年~1815年：波旁-旺代（Bourbon-Vendée）
- 1815年：拿破仑（Napoléon），但仅保持了三个月
- 1815~1848年：波旁-旺代（Bourbon-Vendée）
- 1848~1852年：拿破仑（Napoléon）
- 1852~1870年：拿破仑-旺代（Napoléon-Vendée）
- 1870年以后：永河畔拉罗什（La Roche-sur-Yon）。此后再也没有改变。

## 历史
虽然旺代省所处地区历史悠久，但相比法国诸多古城而言，其省会永河畔拉罗什却是一座比较年轻的城市。
在法国大革命以前，现旺代省所在的下普瓦图的行政中心一直都是吕松，而法国大革命结束后，新成立的旺代省省会则位于该省的东南部城市丰特奈勒孔特。1804年5月25日，拿破仑为了镇压当时的旺代反动政权，决定迁移旺代省的省会。经过多方面考虑，省会最终搬迁至旺代腹地的小镇永河畔拉罗什，其城市由科尔米耶（Cormier）和瓦洛（Valot）两位建筑师规划，被称为“拿破仑之城”。永河畔拉罗什也从此翻开了崭新的一页。
19世纪中后期，永河畔拉罗什成为了一个区域性的铁路枢纽。
1956年，法国出现了新的行政级别“大区”，本因属于普瓦图的旺代省被划到了卢瓦尔河地区大区，此举至今遭到诟病。2015年，法国新一轮的行政区划调整中，卢瓦尔河大区继续保持现状。
1964年，拉罗什和与其相邻的圣安德烈多尔奈（Saint-André-d'Ornay）和布苏拉罗什（Bourg-sous-la-Roche）两个市镇合并。
2010年，永河畔拉罗什和相邻的另外12个市镇组成了永河畔拉罗什城市公共社区，旨在协调这一地区的日常事务及发展。

## 地理
永河畔拉罗什位于法国西部，卢瓦尔河地区大区南部和旺代省的中部，距离大区首府南特大约69公里。与永河畔拉罗什接壤的市镇包括：欧比尼-莱克卢佐、拉谢兹勒维孔特、永河畔栋皮埃尔、拉费里耶尔、穆耶龙勒卡普蒂夫、内米、里沃德利永、沃南索、欧比尼。

### 地形
永河畔拉罗什位于法国西部，普瓦图丘陵的西北延伸地带，地形总体较为平坦。全境海拔在32至94米之间，其中市区内的平均海拔约68米。

### 地质
永河畔拉罗什坐落于古生代形成的阿摩里卡丘陵（Massif armoricain）南麓，附近地表以变泥质岩（Métapélite）和片麻岩为主，靠近河流附近则多为现代河流冲积物（alluvion）。由于长期受到北大西洋暖流的影响，这一地区的地表长期受到风化和水溶侵蚀，土壤的粘性较大。随着城市的发展，市区内大部分地表已被人工建筑物覆盖。

### 植被
永河畔拉罗什属于温带阔叶混交林，常见自然植被以落叶乔木、木本植物为主。永河畔拉罗什所处的旺代省是法国森林覆盖率最低的省份之一，市区内的绿地主要分布在永河两岸。

### 水文

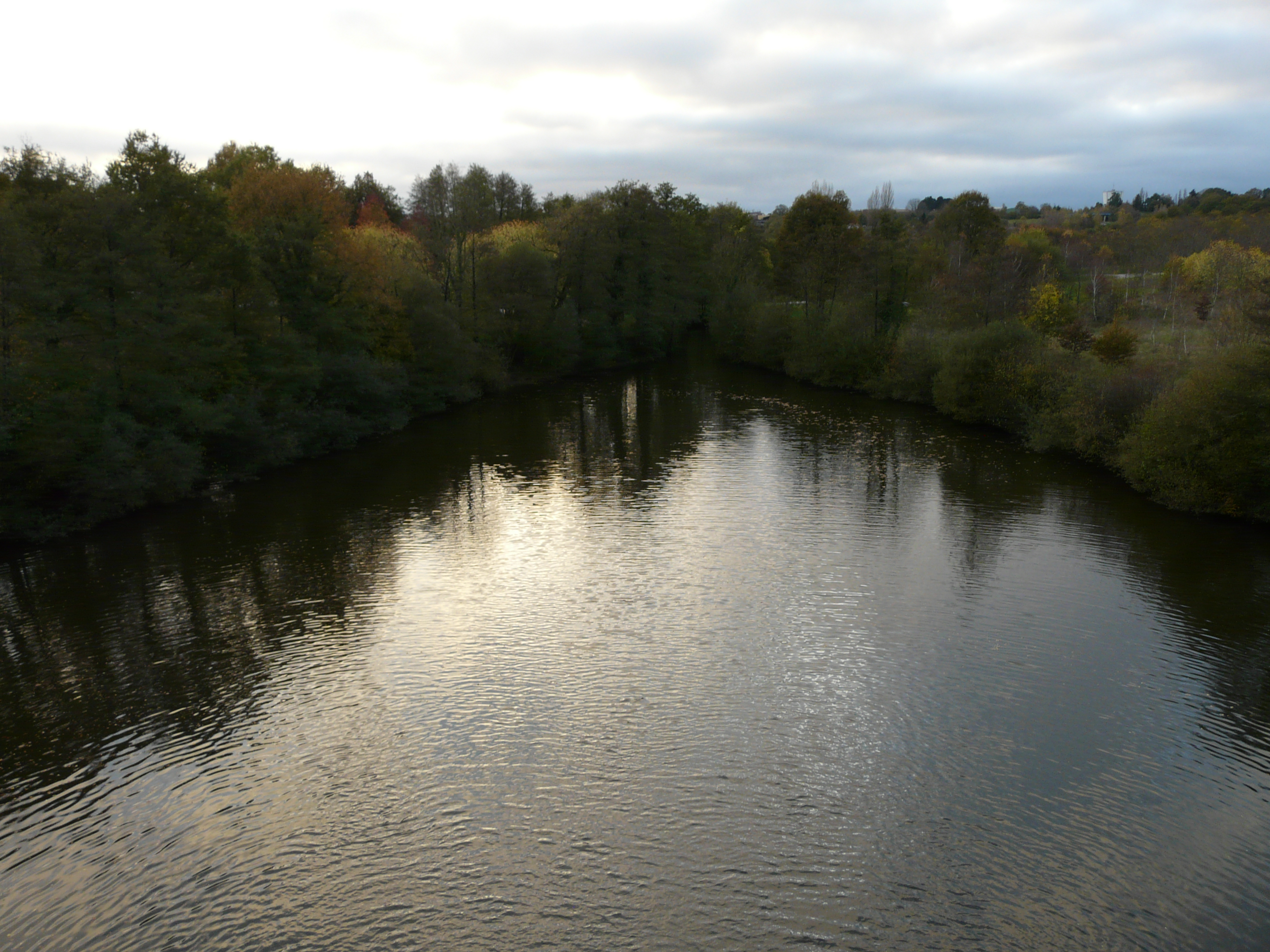
永河（永河畔拉罗什段）

永河（法語：L'Yon）自东北向南流经永河畔拉罗什市区东部，境内平均宽度在5米左右，是莱河的支流，不属于法国五大水系当中的任何一个。

### 气候
永河畔拉罗什属于温带海洋性气候，具体表现为夏季凉爽，冬季温和，全年雨量分配均匀，少有极端天气出现。
永河畔拉罗什境内设有气象站，以下为该气象站的数据：
| 永河畔拉罗什气象站1981–2010年数据 | 永河畔拉罗什气象站1981–2010年数据 | 永河畔拉罗什气象站1981–2010年数据 | 永河畔拉罗什气象站1981–2010年数据 | 永河畔拉罗什气象站1981–2010年数据 | 永河畔拉罗什气象站1981–2010年数据 | 永河畔拉罗什气象站1981–2010年数据 | 永河畔拉罗什气象站1981–2010年数据 | 永河畔拉罗什气象站1981–2010年数据 | 永河畔拉罗什气象站1981–2010年数据 | 永河畔拉罗什气象站1981–2010年数据 | 永河畔拉罗什气象站1981–2010年数据 | 永河畔拉罗什气象站1981–2010年数据 | 永河畔拉罗什气象站1981–2010年数据 |
| 月份                              | 1月                               | 2月                               | 3月                               | 4月                               | 5月                               | 6月                               | 7月                               | 8月                               | 9月                               | 10月                              | 11月                              | 12月                              | 全年                              |
| --------------------------------- | --------------------------------- | --------------------------------- | --------------------------------- | --------------------------------- | --------------------------------- | --------------------------------- | --------------------------------- | --------------------------------- | --------------------------------- | --------------------------------- | --------------------------------- | --------------------------------- | --------------------------------- |
| 历史最高温 °C（°F）               | 15.9 (60.6)                       | 21.6 (70.9)                       | 24.1 (75.4)                       | 28.1 (82.6)                       | 31.9 (89.4)                       | 36.9 (98.4)                       | 36.6 (97.9)                       | 38.7 (101.7)                      | 33.7 (92.7)                       | 29.9 (85.8)                       | 21.1 (70.0)                       | 18.7 (65.7)                       | 38.7 (101.7)                      |
| 平均高温 °C（°F）                 | 8.5 (47.3)                        | 9.5 (49.1)                        | 12.5 (54.5)                       | 14.9 (58.8)                       | 18.8 (65.8)                       | 22.4 (72.3)                       | 24.5 (76.1)                       | 24.6 (76.3)                       | 21.8 (71.2)                       | 17.3 (63.1)                       | 12 (54)                           | 8.9 (48.0)                        | 16.3 (61.4)                       |
| 平均低温 °C（°F）                 | 2.6 (36.7)                        | 2.2 (36.0)                        | 4 (39)                            | 5.5 (41.9)                        | 9.1 (48.4)                        | 11.8 (53.2)                       | 13.7 (56.7)                       | 13.4 (56.1)                       | 11.1 (52.0)                       | 9 (48)                            | 5.2 (41.4)                        | 2.9 (37.2)                        | 7.5 (45.6)                        |
| 历史最低温 °C（°F）               | −14.9 (5.2)                       | −15.4 (4.3)                       | −10.3 (13.5)                      | −4.1 (24.6)                       | −0.4 (31.3)                       | 2.8 (37.0)                        | 7.2 (45.0)                        | 5.1 (41.2)                        | 2.5 (36.5)                        | −4.5 (23.9)                       | −7.1 (19.2)                       | −9.5 (14.9)                       | −15.4 (4.3)                       |
| 平均降水量 mm（）                 | 103.5 (4.07)                      | 66 (2.6)                          | 70.5 (2.78)                       | 67.9 (2.67)                       | 64.5 (2.54)                       | 44.5 (1.75)                       | 51.3 (2.02)                       | 46.1 (1.81)                       | 73 (2.9)                          | 107.6 (4.24)                      | 103.5 (4.07)                      | 102.5 (4.04)                      | 900.9 (35.49)                     |
| 月均日照時數                      | 72.4                              | 102.8                             | 145.4                             | 171.1                             | 198.8                             | 230.6                             | 232.3                             | 229.7                             | 194.2                             | 124.1                             | 81.2                              | 69.4                              | 1,852                             |
| 来源：meteofrance                 |                                   |                                   |                                   |                                   |                                   |                                   |                                   |                                   |                                   |                                   |                                   |                                   |                                   |

## 行政区划
永河畔拉罗什是法国卢瓦尔河地区大区旺代省的一个市镇，编号为85191，它也是旺代省的省会。永河畔拉罗什下辖永河畔拉罗什区，管理永河畔拉罗什第一县和永河畔拉罗什第二县，同时也是永河畔拉罗什城市圈公共社区的办公驻地。
根据永河畔拉罗什市政府官网，永河畔拉罗什市区被分为了五个街区（Quartier）：
- 五角城-莫里诺桥（Pentagone - Pont Morineau）
- 金字塔-让·若尔（Pyramide - Jean Jole）
- 圣安德烈多尔奈-奥尔奈谷-铁铺（Saint-André-d'Ornay - Val d'Ornay - Forges）
- 绿谷-自由（Vallée Verte - Liberté）
- 拉罗什下堡（Bourg-sous-La-Roche）

此外，根据法国国家统计与经济研究所（INSEE）的统计标准，永河畔拉罗什还被细分为了24个"块区"（IRIS）。

## 交通

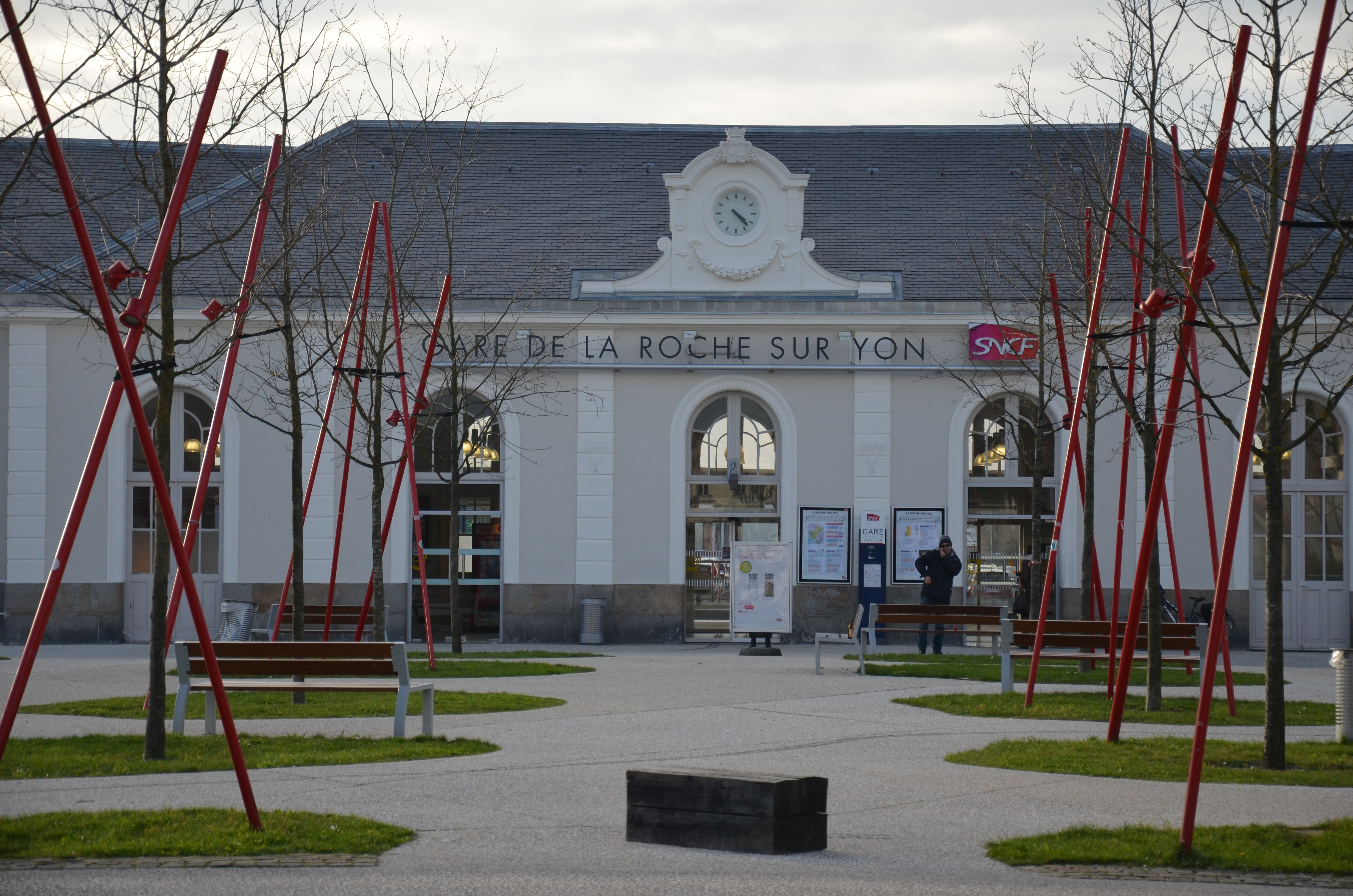
永河畔拉罗什火车站

### 公路
永河畔拉罗什是这一地区的公路枢纽，法国国家A87号高速公路经过市境南部并设有4个出入口。旺代省省道D2线、D37线、D42线、D80线、D85线、D88线、D160线、D248线、D746线、D747线、D763线和D948线在境内交汇，其中D80线和D160线构成了永河畔拉罗什的环城快速路。
旺代省城际客运开行前往省内主要城市的巴士线路。
2018年，76.2%的永河畔拉罗什居民拥有至少1辆私人汽车。

### 铁路
永河畔拉罗什是这一地区的铁路枢纽，南特－桑特铁路和莱萨布勒多洛讷－图尔铁路在此交汇，其中前往莱萨布勒多洛讷和南特方向的铁路已于2008年实现电气化。永河畔拉罗什火车站位于永河畔拉罗什市区，该站每天开行直达巴黎的TGV列车，同时停靠连接南特和波尔多之间的城际列车，以及前往南特、莱萨布勒多洛讷及图尔方向的区域列车。2018年，永河畔拉罗什火车站共发送旅客数量84.7万人次。

### 航空
永河畔拉罗什-莱萨容克飞行场位于永河畔拉罗什市区以北大约6公里，现暂无旅客航班。
距离永河畔拉罗什最近的民用机场为南特机场，位于永河畔拉罗什市区以北大约65公里，该机场每天开行前往欧洲主要城市的航班。

### 水运
在永河畔拉罗什被定为旺代省的新省会后，永河曾被计划开行内河航线，但因水量过小且沿岸人口数量较少而放弃。

### 城市公共交通
永河畔拉罗什城市公共交通集团提供永河畔拉罗什的城市公交线路运营服务，其线路网的商业名称为，覆盖了市区及周边主要地区。

## 政治

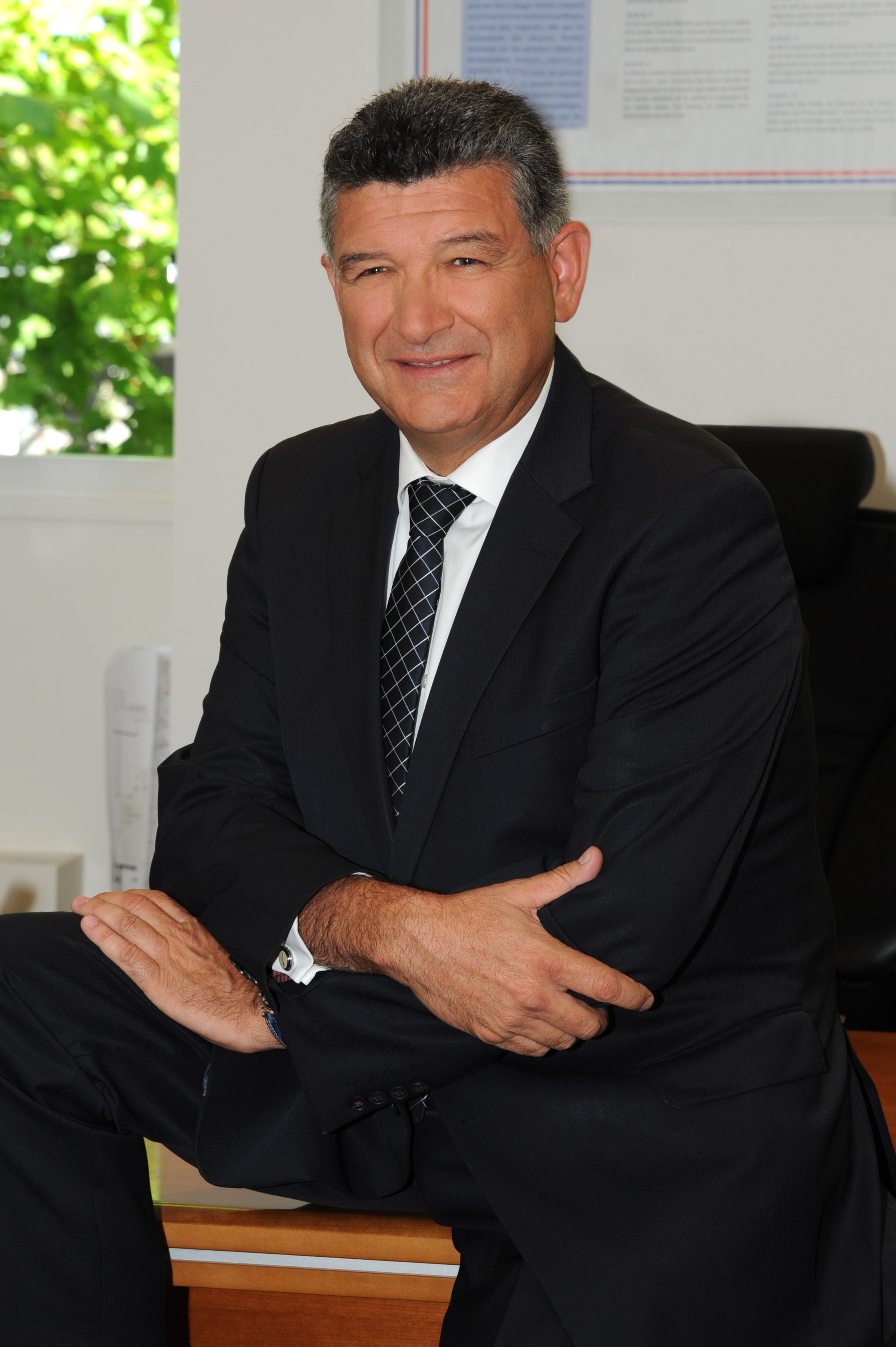
吕克·布阿尔先生

现任永河畔拉罗什市长为吕克·布阿尔先生（Luc Bouard），是一名右翼无党派人士，于2014年上任，在2020年的市政选举中获得44.07%的支持率。
| 永河畔拉罗什历届市长 |                 |                                              |
| 任期                 | 市长            | 党派                                         |
| 1945年－1953年       | 莱昂斯·格吕阿尔 | SFIO工人国际法国支部                         |
| 1953年－1955年       | 莱昂·塔蓬       | RAD激进党                                    |
| 1955年－1959年       | 卡米耶·西蒙     | RAD激进党                                    |
| 1959年－1961年       | 安德烈·布特利耶 | DVD右翼无党派人士                            |
| 1961年－1977年       | 保罗·卡约       | UDF法国民主联盟                              |
| 1977年－2004年       | 雅克·奥谢特     | PS社会党                                     |
| 2004年－2014年       | 皮埃尔·勒尼奥   | PS社会党                                     |
| 2014年－             | 吕克·布阿尔     | UMP人民运动联盟 →LR共和黨 →DVD右翼无党派人士 |

在2015年以前，永河畔拉罗什是“北永河畔拉罗什县”和“南永河畔拉罗什县”的行政中心。根据法国2015年出台的县级行政区划改革方案，永河畔拉罗什所下辖的两个县被重新划分为永河畔拉罗什第一县和永河畔拉罗什第二县，并且仅保留省级行政选举功能，不再隶属于“区”。
在2017年法国大选的第一轮和第二轮选举当中，法国现任总统马克龙在永河畔拉罗什分别获得32.26%和81.77%的支持率，均居所有候选人首位。

## 经济

### 财政
2017年，永河畔拉罗什的财政支出总额为7420.1万欧元，财政收入总额为8267.6万欧元，债务总额为7865.9万欧元。

### 收入
2014年，永河畔拉罗什的人均月纯收入为2252欧元，其中高级职员为4101欧元，低于法国平均水平（4141欧元）；普通工人为1857欧元，高于法国平均水平（1637欧元）。
2015年，永河畔拉罗什的青壮年人口（15-64岁）失业率为17.4%。总人口中有44%拥有纳税资格。

## 人口
2015年，永河畔拉罗什的市镇范围内的合法人口数量为53,578，其中男性25,180人，女性28,398人，75岁及以上人口数量占比为9%，外籍人口2,460人，总人口数量在在全法国排名第113位，在卢瓦尔河地区大区排名第六。人口密度为612人/平方公里。2016年，永河畔拉罗什的出生人口数量为503人，死亡人口数量为515人。
当地居民被称为（男性）或（女性）。
| 年份   | 1936   | 1946   | 1954   | 1962   | 1968   | 1975   | 1982   | 1990   | 1999   | 2006   | 2011   | 2016   |
| ------ | ------ | ------ | ------ | ------ | ------ | ------ | ------ | ------ | ------ | ------ | ------ | ------ |
| 人口數 | 16,073 | 18,107 | 19,576 | 24,019 | 36,067 | 44,713 | 45,098 | 45,219 | 49,262 | 50,717 | 52,773 | 53,741 |

## 社会事务

### 教育
永河畔拉罗什属于南特学区。在基础教育方面，截止2017年底，永河畔拉罗什境内共有15所幼儿园、16所小学和5所完全学校（幼儿园与小学连读）；在中等教育方面，永河畔拉罗什境内有6所初级中学、6所普通高级中学和4所职业高级中学，其中一些高中还开设大学校预备班；在高等教育方面。永河畔拉罗什应用科技学院建于2001年，隶属于南特大学，是法国的114个应用科技学院之一；旺代商学院（EGC Vendée）和旺代天主教学院均为私立高等学府。

### 医疗

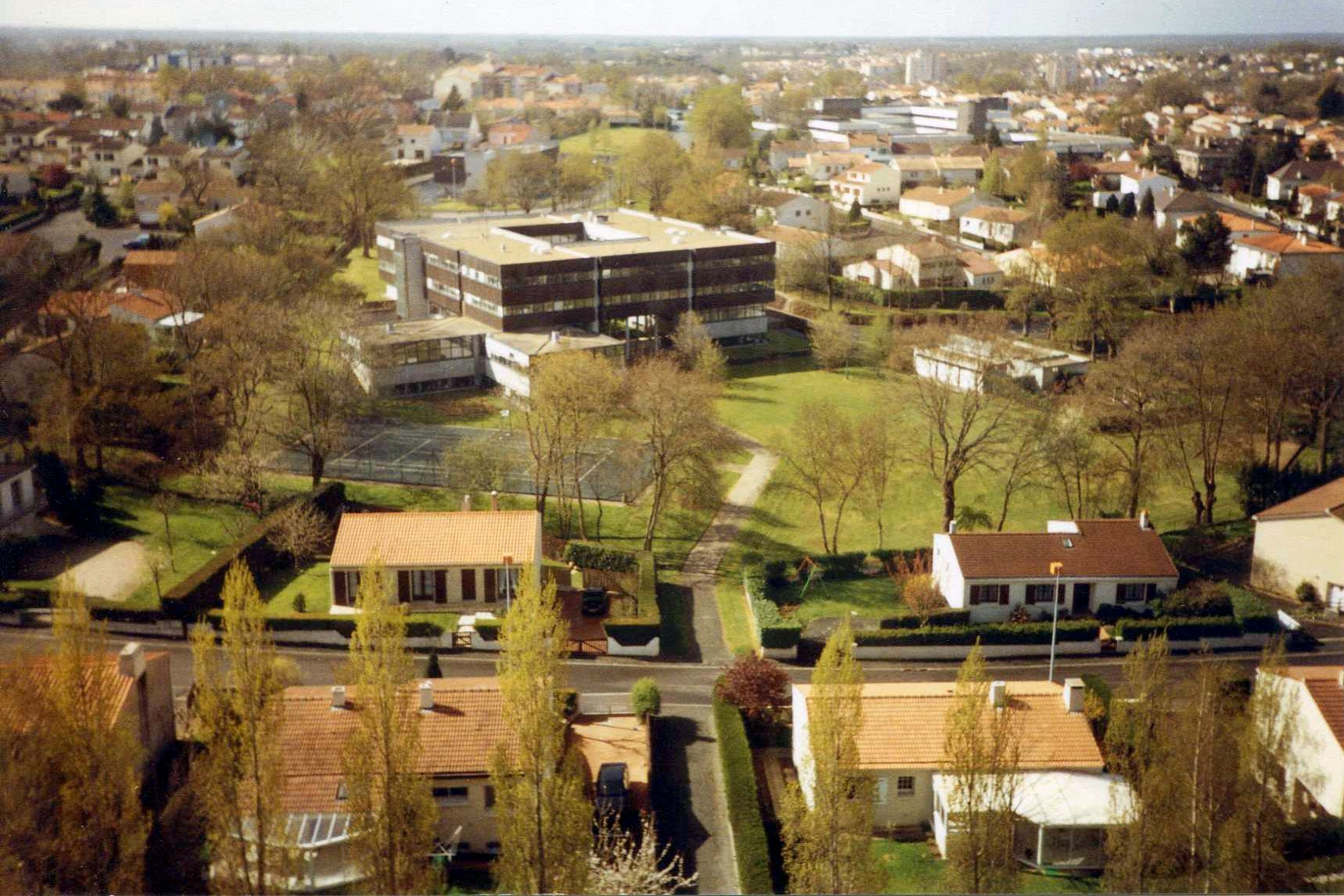
旺代省中心医院

截止2018年1月1日，永河畔拉罗什境内共有全科医生58名，保健师54名，牙医46名，护士41名，耳科医生3名，眼科医生12名，皮肤科医生3名，助产士16名，儿科医生3名和妇科医生12名。市区内共有药房18家。
永河畔拉罗什共有三家医疗机构：
- 旺代省中心医院（Centre Hospitalier Départemental）[23]，是旺代省境内最大的综合性医疗机构，位于永河畔拉罗什市区北部。
- 圣夏尔诊疗中心（Clinique privée Saint Charles），是一家私立医院。
- 乔治·马聚雷勒中心医院（Centre Hospitalier Georges Mazurelle），是一家公立医院，位于市区南部。

永河畔拉罗什境内共有养老院9所，残疾人帮扶中心12处。

### 住房
2015年，永河畔拉罗什境内共有各类住房29212套，比上一年增加了365套。其中92,2%为常住房屋，有5,9%为假期房屋。

### 商业
2015年，永河畔拉罗什境内共有各类商业铺面3134家，其中餐饮服务类商业铺面1170家，主要分布在永河畔拉罗什市中心。此外，永河畔拉罗什的市区北部、东部和南部均分布有大型购物中心（法語：Grande surface）。

### 环境
永河畔拉罗什境内设有生活污水处理中心一座，位于市区南部，永河右岸。

## 文化

### 媒体

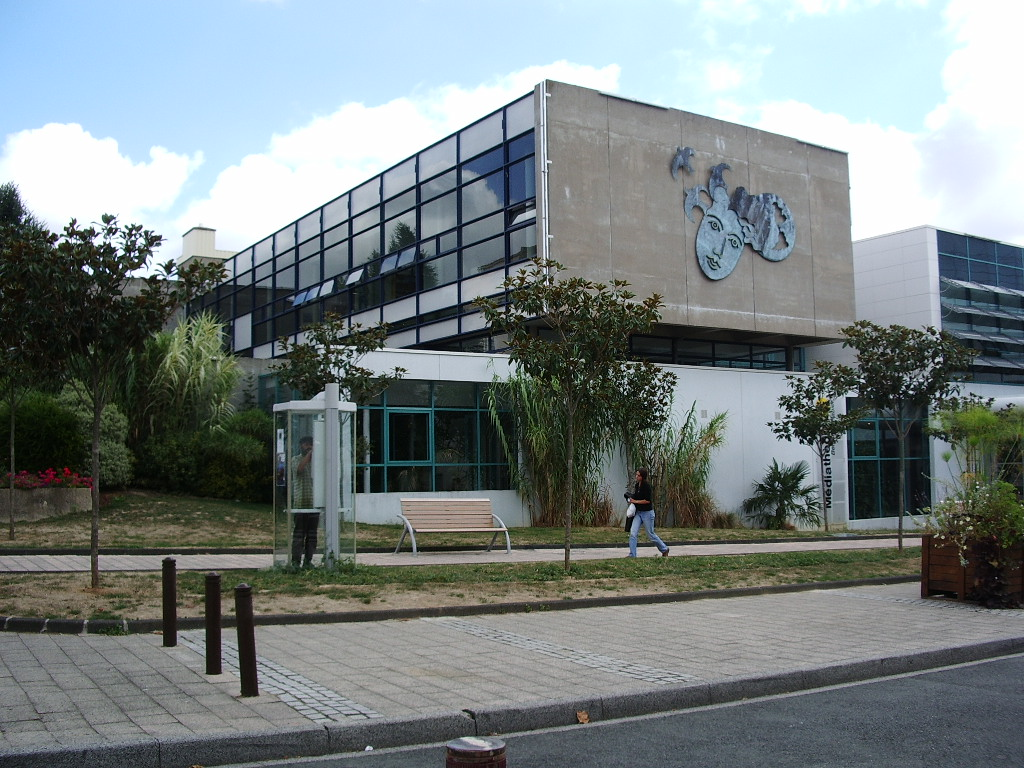
拉比耶多媒体中心

《永奈地区报》（法語：Le Pays Yonnais）是永河畔拉罗什的一个区域性报刊社，每天发行。
法国天主教广播旺代分站，区域性无线广播，隶属于法国天主教广播集团，总部设于永河畔拉罗什。
旺代电视台，综合性的法国省级卫视，总部位于永河畔拉罗什。

### 活动
永河畔拉罗什境内有两处电影院和1处音乐厅。永河畔拉罗什国际电影节创建于2001年，每年10月中旬举办。

### 体育

#### 场馆
截止2019年初，永河畔拉罗什境内共有3处游泳池，18个健身房，7个体育场，30个网球场，12个足球或橄榄球场，14个篮球场和3个马术训练场
永河畔拉罗什境内有四处综合性的体育中心：
- 黑土地综合体育中心（Complexe sportif des Terres Noires）
- 里沃利综合体育中心（Complexe sportif Rivoli）
- 亨利·德格朗热体育场（Stade Henri Desgrange）
- 朱尔·拉杜梅格体育场（Stade Jules Ladoumègue）

#### 俱乐部

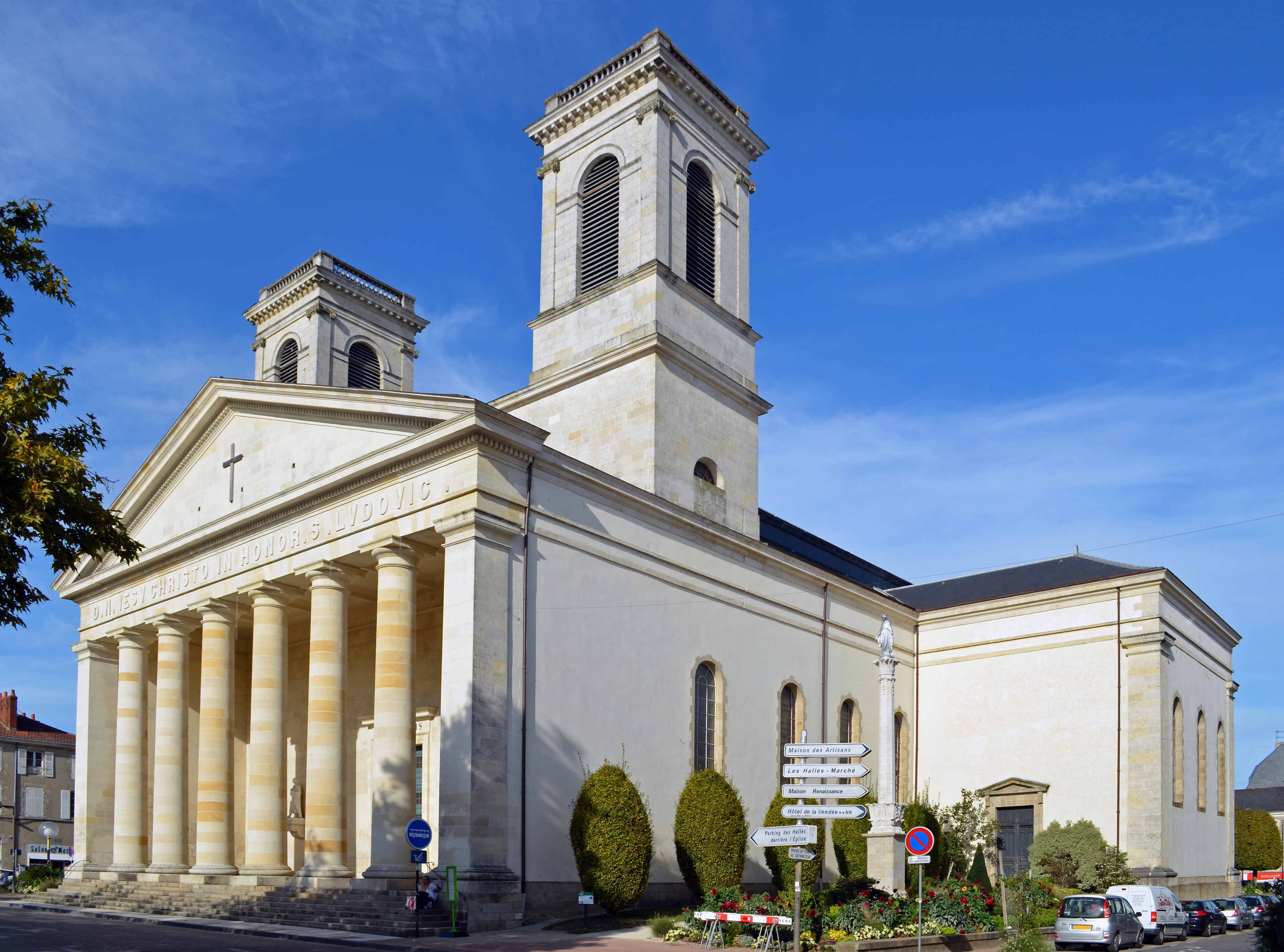
永河畔拉罗什圣路易教堂

- 永河畔拉罗什旺代之星足球俱乐部（法语：Étoile sportive ornaysienne de football Vendée La Roche-sur-Yon），永河畔拉罗什的一个足球俱乐部，其女子队参加法国女子乙级足球联赛。
- 永河畔拉罗什旺代足球俱乐部（法语：La Roche-sur-Yon Vendée Football），永河畔拉罗什最大的足球俱乐部，自2013年起参加法国第五级业余足球联赛（法語：National 3）。
- 罗什旺代篮球俱乐部（法语：Roche Vendée Basket Club）
- 永河畔拉罗什手球旺代俱乐部（法语：La Roche-sur-Yon Vendée handball）
- 永河畔拉罗什冰球俱乐部（法语：Hockey glace yonnais）

### 城市规划
永河畔拉罗什市区规划严谨，街道布局方正。以“拿破仑”命名的街道、教堂、展览馆、广场以及雕像等在永河畔拉罗什的市区内随处可见。

### 旅游
永河畔拉罗什境内的旅游景点以拿破仑时期所建的人文建筑为主，具有代表性的景点包括位于永河畔拉罗什市区几何中心的拿破仑广场、意大利剧场、旺代省政府大楼、政协大楼和永河畔拉罗什圣路易教堂，以及后期修建的永河畔拉罗什城市博物馆等。
截止2018年1月1日，永河畔拉罗什境内设有1处旅游接待中心（Office de Tourisme）和10家宾馆共计413间房间。

## 对外交流
| - 德国 古默斯巴赫 - 英格兰 科尔雷因 - 西班牙 卡塞雷斯 - 魁北克省 德拉蒙市 - 阿尔及利亚 提济乌祖 - 法國 蓬蒂维 | - 中国 淄博市 |

## 图集

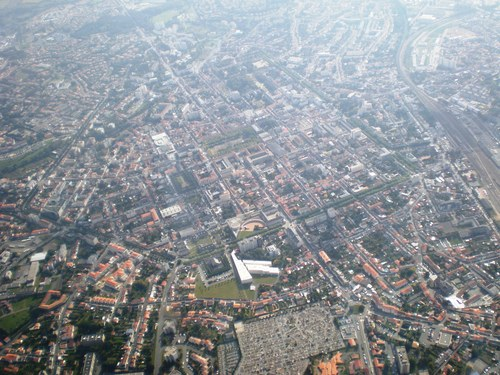
永河畔拉罗什鸟瞰
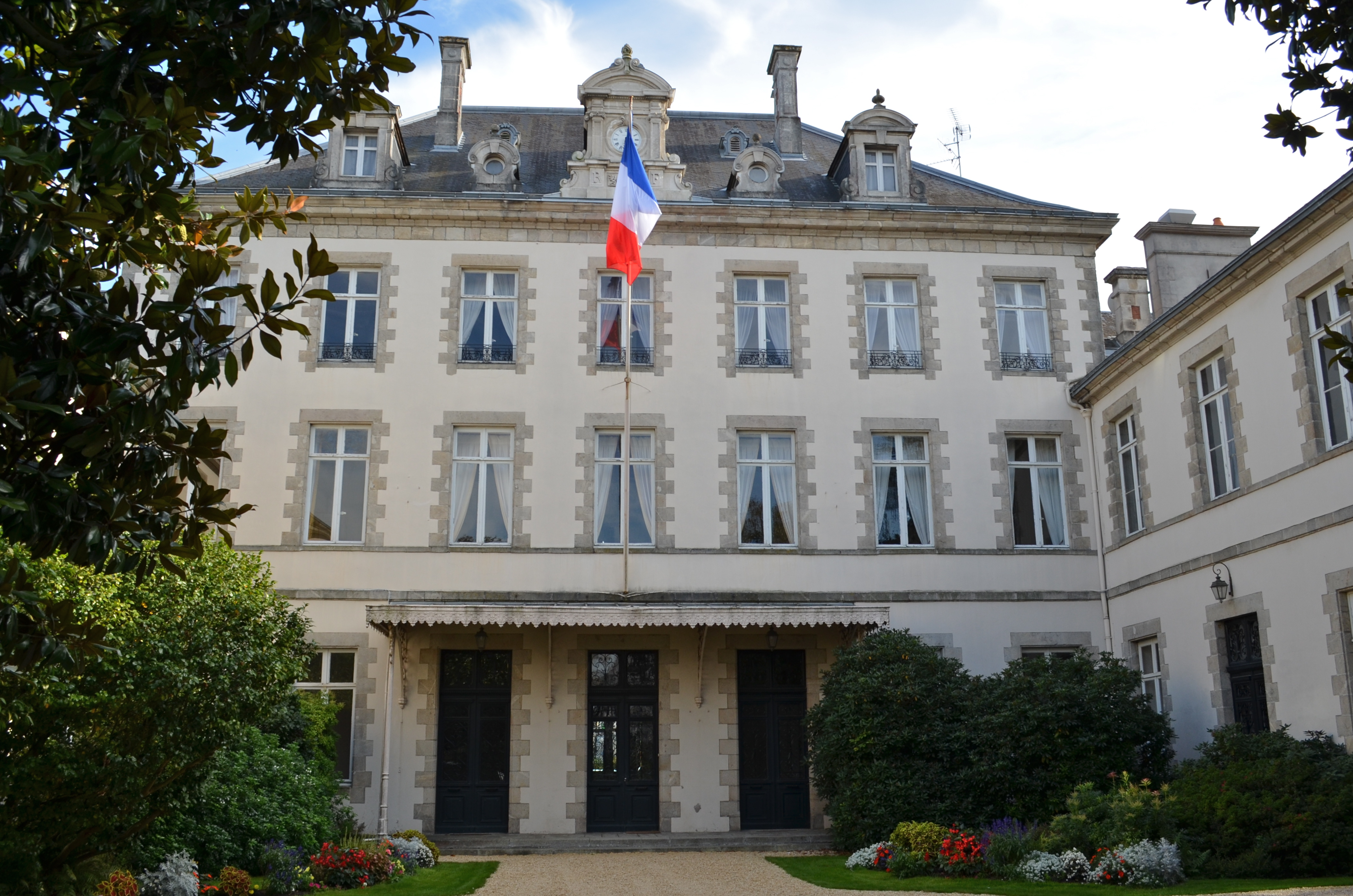
旺代省政府大楼
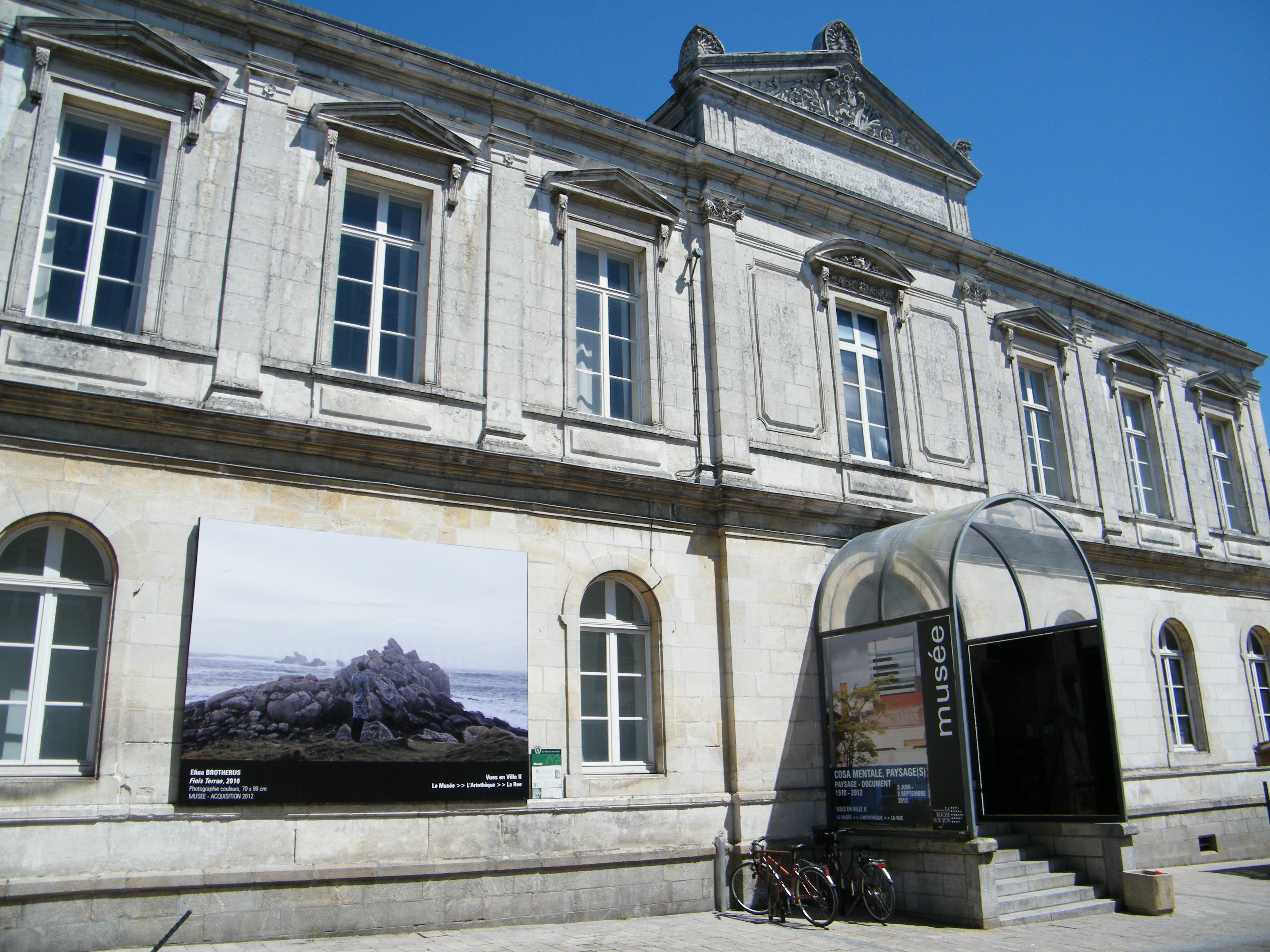
永河畔拉罗什城市博物馆
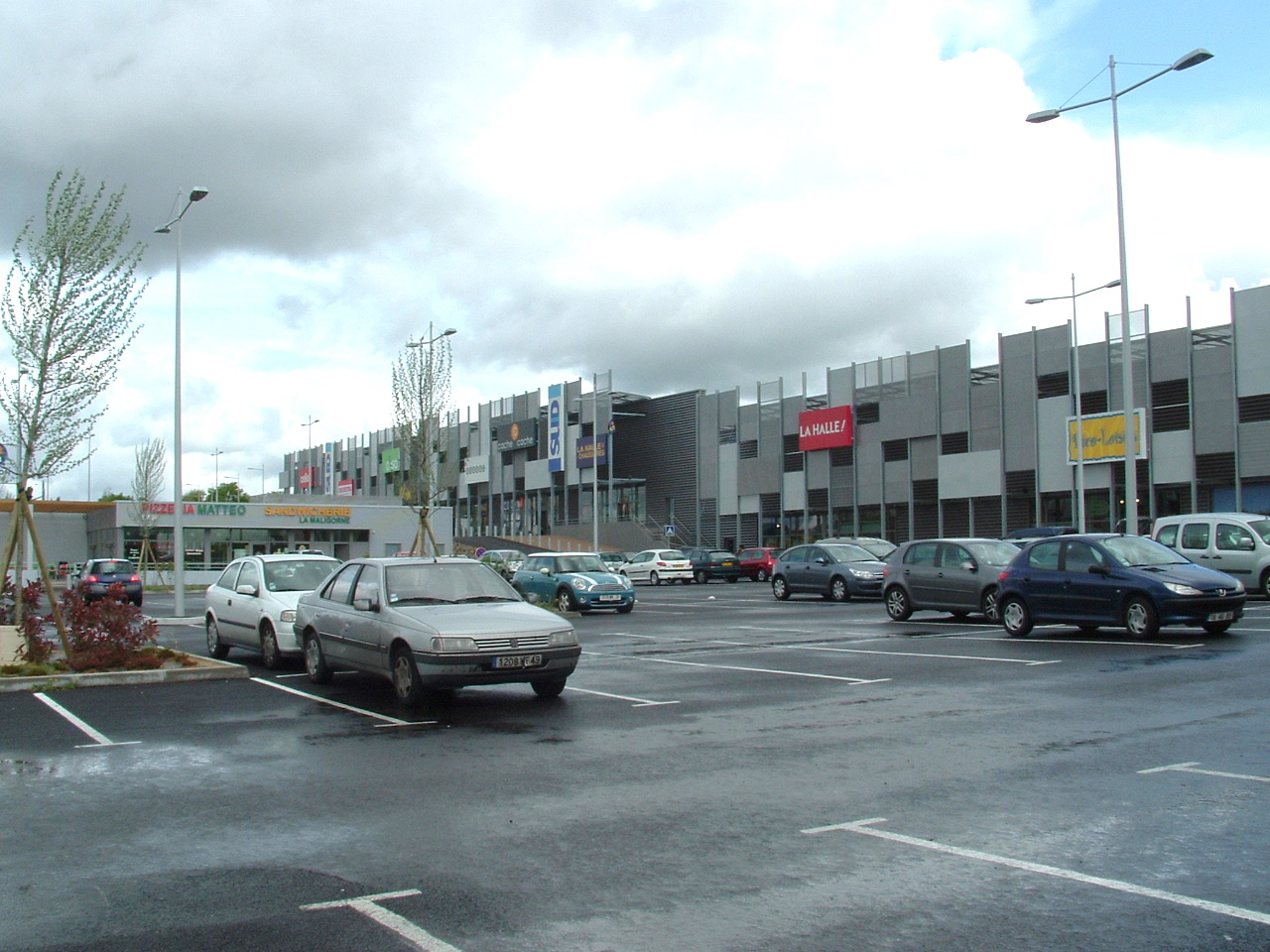
城南购物中心
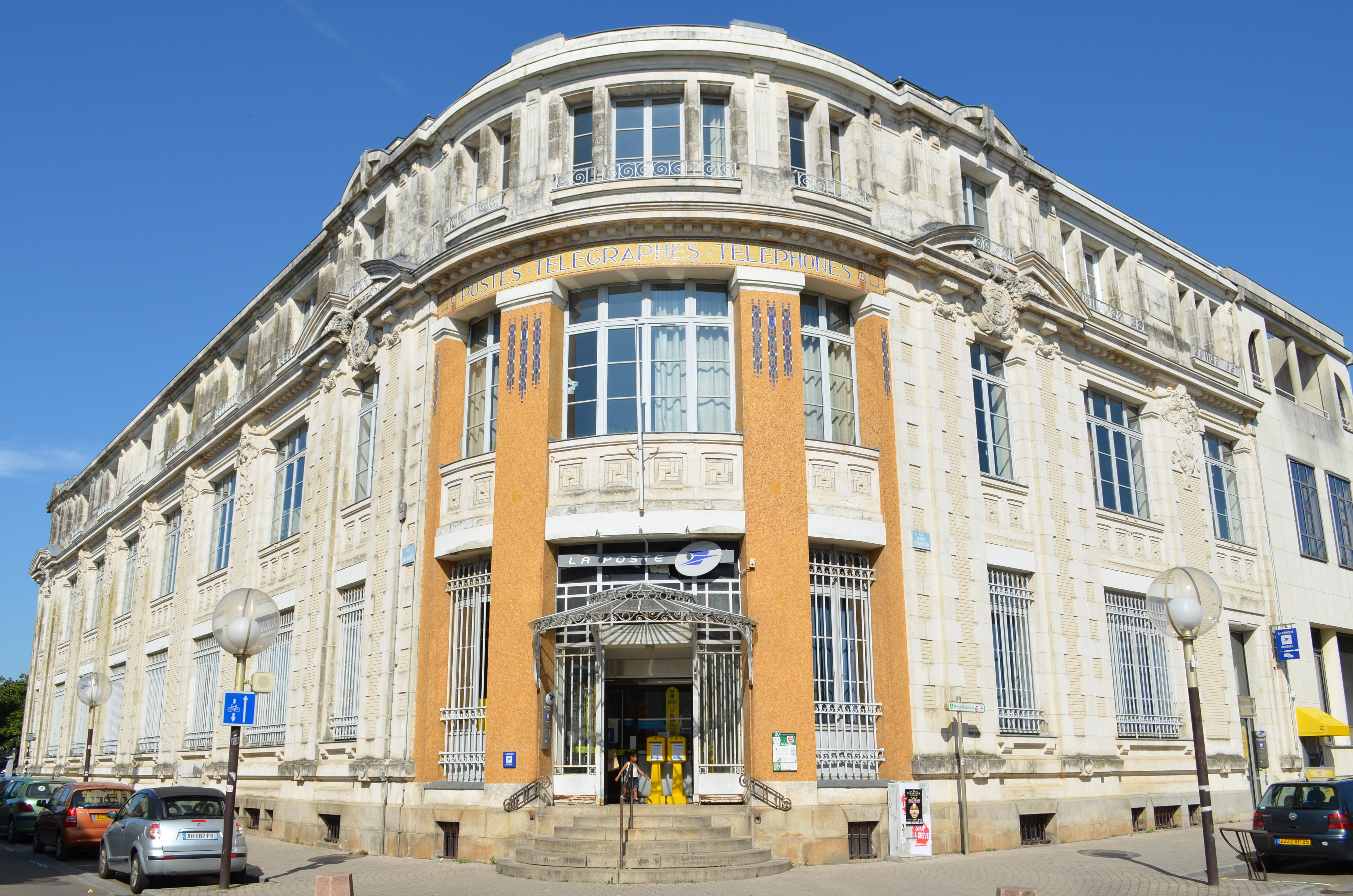
邮政大楼
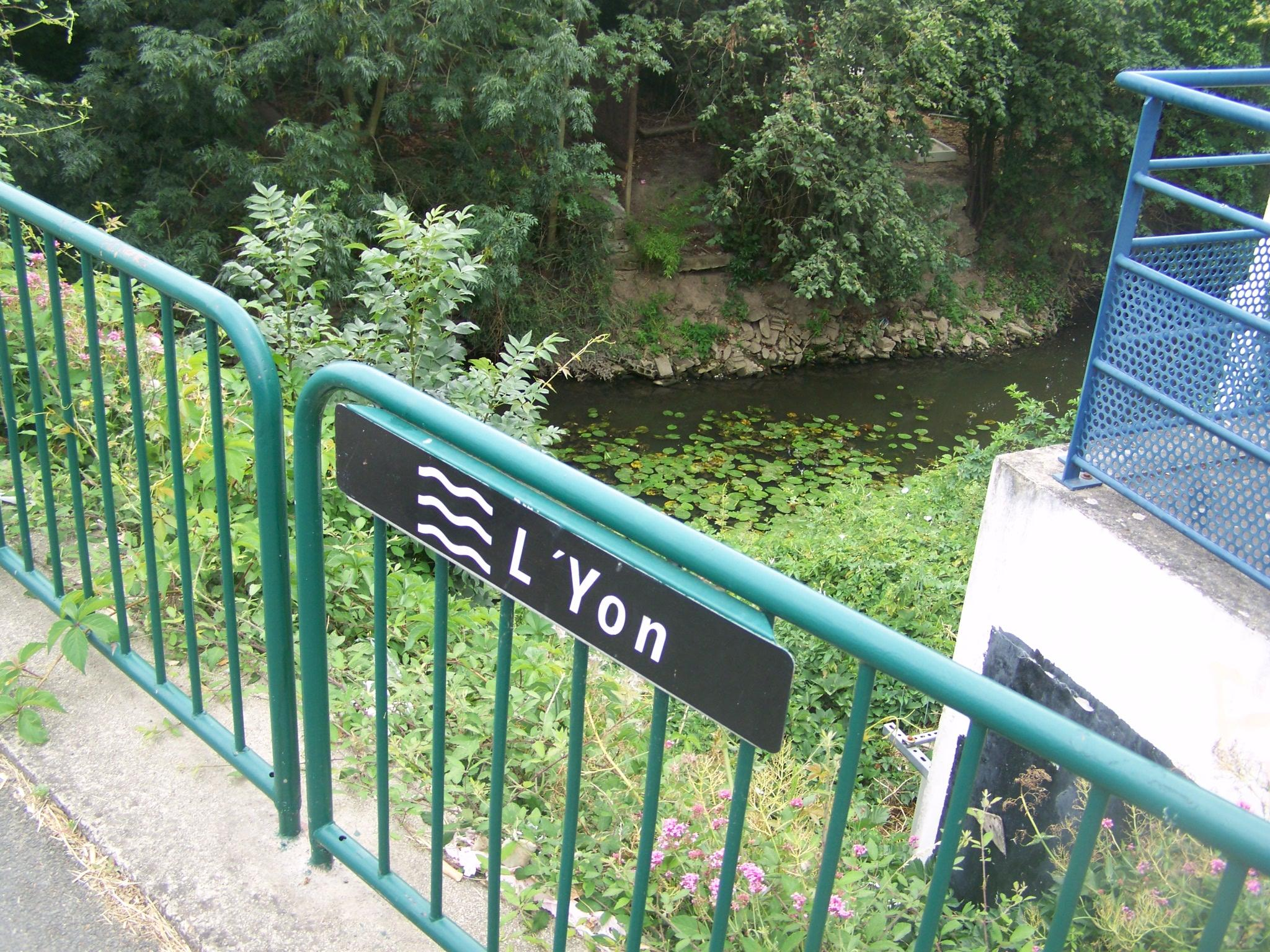
永河
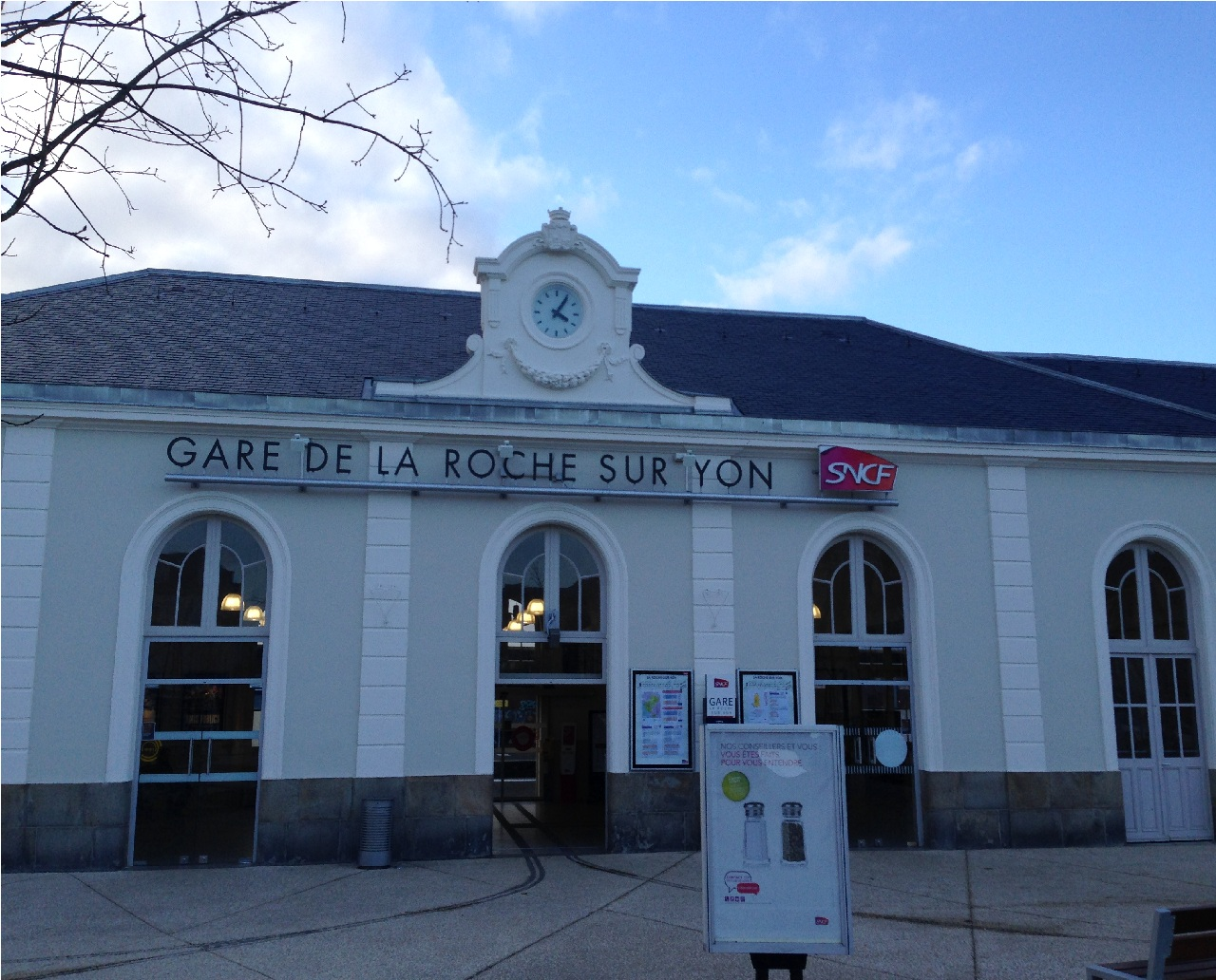
永河畔拉罗什火车站